# مفتاح (موسيقى)

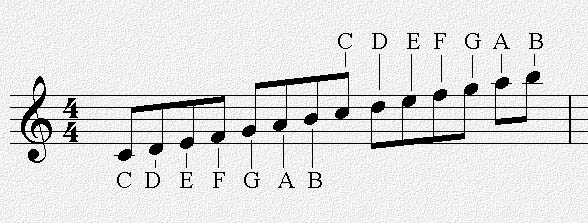
مفتاح القطعة

في نظرية الموسيقى ، مفتاح القطعة هو مجموعة النغمات، أو المقياس، الذي يشكل أساس التكوين الموسيقى في الفن الكلاسيكي، والفن الغربي، وموسيقى البوب الغربي.

## روابط خارجية
- «السمة المؤثرة الرئيسية» لكريستيان شوبارت
- خصائص المفاتيح الموسيقية - من مصادر مختلفة.
- مفتاح اللون
- الضبط التاريخي - استعادة الألوان الرئيسية لموسيقى الفترة الزمنية نسخة محفوظة 18 يوليو 2011 على موقع واي باك مشين.